# Upplands runinskrifter 948
Upplands runinskrifter 948 är en vikingatida runsten av rödgrå granit i vid Falebro, Danmarks socken och Uppsala kommun. Stenen är 2,2 meter hög och 1,2 meter bred. Runhöjden är 8-11 centimeter.

## Placering
Runstenen står på en åker på norra sidan Sävjaån vid Falebro vid vägen mot Danmarks kyrka. På andra sidan ån finns Upplands runinskrifter 947 vid kanten av landsvägen.

## Inskriften

### Inskriften i runor[3]
ᛋᛏᛦᚦᛁᚾᚴᚱ×ᛚᛁᛏ᛫ᚱᛂᛋᛏ᛫ᛋᛏᛁᚾ×ᛁᚠᛏᛦ×ᛅᚱᚾᛅ×ᛋᚢᚾ×ᛋᛂᚾ×ᚼᛅᚾ×ᚠᚤᚱ×ᚼᛅᛁᚱᛏ×ᛚᛅᚾᛏ×ᚦᛂᛚᚠᛁ᛫ᛅᚢᚴ᛫ᛅᚢᚱᛁᚴᛁᛅ᛫ᛁᚢᚴᚢ᛫ᚱᚢᚾᛅᚱ᛫ᛂᚠᛏᛦ᛫ᛒᚱᚢᚦᚱ᛫ᛋᛁᚾ
Translitterering av runraden:
' stʀþinkr × lit resa stin × iftʀ × arna × sun × sen × han × fyr × hayrt × lant × þelfi ' auk ' aurikia ' iuku ' runar ' iftʀ ' bruþur ' sin
Normalisering till runsvenska:
Styðingʀ/Støðingʀ let ræisa stæin æftiʀ Arna, sun sinn. Hann for hvart(?) land(?) Þialfi ok Orøkia hioggu runaʀ æftiʀ broður sinn.
Översättning till nusvenska:
Stöding lät resa stenen efter Arne, sin son. Han for hayrt x lant. Tjälve och Orökja höggo runorna efter sin broder.
Wessen menar att ristningen är mycket tydlig men mycket svårtolkad. Äldre läsningen av "Han for hayrt x lant." som "han for till alla länder, «som kunna komma i fråga»" ger inte någon god mening.
| Runstenarna U 460 och U 463 av ristare Fot |  | Runstenarna U 460 och U 463 av ristare Fot |
| Runstenarna U 460 och U 463 av ristare Fot |  |                                            |

Stenen imiterar någon av U 460 och U 463, men det framgår av vissa detaljer och ortografi att ristarna är olika.

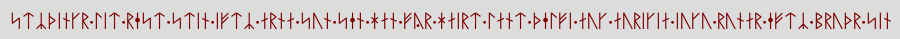
runslingan på U 948